# We Deal in Dreams
We Deal in Dreams is een nummer van de Amerikaanse alternatieve rockband Live uit 2004. Het nummer staat op het verzamelalbum Awake: The Best of Live.
"We Deal in Dreams" was in 1993 al opgenomen tijdens opnamesessies voor het album Throwing Copper, maar het heeft dat album niet gehaald. In plaats daarvan verscheen het als bonustrack op het verzamelalbum Awake: The Best of Live.
Het nummer verscheen in de Verenigde Staten niet als single, wel werd het daar een radiohit. In Europa verscheen het wel als single, en het haalde de 21e positie in de Nederlandse Top 40.